# Castets
Castets är en kommun i departementet Landes i regionen Nouvelle-Aquitaine i sydvästra Frankrike. Kommunen ligger i kantonen Castets som tillhör arrondissementet Dax. År 2022 hade Castets 2 510 invånare.

## Befolkningsutveckling
Antalet invånare i kommunen Castets
Referens:INSEE